# KOBR-Sendemast
Der KOBR-Sendemast ist ein 490,7 Meter hoher Sendemast bei Caprock im US-Bundesstaat New Mexico.
Er wurde 1956 errichtet und war bis 1959 das höchste Bauwerk der Welt. 1960 wurde er in einem Sturm zerstört und anschließend wiedererrichtet.
Seit der Fertigstellung des 560 Meter hohen KBIM-Sendemasten bei Roswell im Jahr 1965 ist er das zweithöchste Bauwerk in New Mexico.